# Operação Eagle Assist
A Operação Eagle Assist foi uma operação da OTAN em que aeronaves AWACS patrulhavam os céus dos Estados Unidos após os Ataques de 11 de setembro de 2001.
Em 4 de outubro, cerca de um mês após os ataques de 11 de setembro, o Conselho do Atlântico Norte decidiu operacionalizar o Artigo 5 do Tratado do Atlântico Norte. A operação começou em 9 de outubro de 2001. Foi o primeiro desdobramento da OTAN "na defesa de um de seus países membros". No total, 830 tripulantes de 13 nações da OTAN executaram 360 surtidas operacionais, totalizando quase 4.300 horas.
A operação terminou em 16 de maio de 2002. A decisão de encerrar "foi tomada com base em atualizações da postura de defesa aérea dos EUA, cooperação aprimorada entre autoridades civis e militares dos EUA e avaliações obrigatórias dos requisitos de segurança interna".